# Non-Deliverable Forward
NDF (Non Deliverable Forward), ou Contrato a Termo de Moeda sem Entrega Fisica é um derivativo operado em mercado de balcão, que tem como objeto a taxa de câmbio de uma determinada moeda. É uma operação normalmente utilizada como instrumento de hedge, pois o contratante de um NDF garante uma taxa de câmbio futura para a moeda base do contrato. No Brasil, as operações de NDF são contratadas nas mesas de operações dos bancos comerciais (ligação telefônica) e/ou na internet ("Proteção Cambial On-Line", exclusiva do Banco do Brasil).
O NDF pode ser melhor compreendido através de um exemplo:
A empresa "X" tem uma obrigação no valor de US$ 1.000.000,00 com vencimento em 30 dias. Para se proteger da variação cambial compra a termo (compra NDF) no mesmo valor e vencimento da obrigação. Se fosse um exportador, por outro lado, deveria vender moeda a termo. Supondo-se que a taxa contratada foi de US$ 1,00 = R$ 2,20, analisemos duas possibilidades ao final da operação:
1. Dólar cotado a R$ 2,30 -> Nesse caso a empresa receberá do banco (contraparte) R$ 0,10 por dólar (diferença entre cotação do dia e taxa previamente pactuada) da operação, ou seja, R$ 100.000,00. Sendo assim, para pagar a dívida de R$ 2.300.000,00 a empresa desembolsará apenas os R$ 2.200.000,00 conforme o previsto no início da operação, ficando o restante por conta do ganho com o NDF.
2. Dólar cotado a R$ 2,05 -> Nesse caso a empresa pagará ao banco (contraparte) R$ 0,15 por dólar da operação, ou seja, R$ 150.000,00. Como a divida convertida em R$ no dia ficou em 2.050.000,00, a empresa terá que desembolsar ao todo os mesmos R$ 2.200.000,00 previstos no início do NDF.
Se é feita compra a termo, e o preço sobe, recebe-se o crédito da diferença, uma vez que se pagou pela moeda, no vencimento, preço mais baixo do que está negociado em mercado. Ao contrário, se é feita venda a termo, recebe-se crédito, se o preço da moeda cai, uma vez que se vendeu mais caro do que o preço de mercado. O raciocínio oposto ocorre: debita-se quando o comprador de moeda a vê diminuir de preço ou quando o vendedor de moeda a vê aumentar de preço. 
Cabe ressaltar que não há entrega física do dólar (ou qualquer outra moeda estrangeira envolvida na operação) fazendo-se apenas o pagamento da diferença entre a taxa acordada previamente e a taxa do dia do vencimento da operação (ajuste).
As operações de NDF são registradas na B3.